# August Diehl
August Diehl (ur. 4 stycznia 1976 w Berlinie)  – niemiecki aktor filmowy, telewizyjny i teatralny.

## Życiorys
Urodził się w Berlinie jako syn projektantki kostiumów i aktora Hansa Diehla. Jego młodszy brat Jakob Diehl (ur. 1978) jest kompozytorem i aktorem. Ukończył aktorstwo w Hochschule für Schauspielkunst „Ernst Busch” w Berlinie. 
W 1998 debiutował na scenie berlińskiego Maxim Gorki Theater w sztuce Friedricha Schillera Don Carlos. Za debiutancką rolę filmową 19-letniego hakera Karla Kocha w dramacie 23 (1998) otrzymał Bayerischer Filmpreis w Bawarii i Deutscher Filmpreis w Berlinie. W 2000 został uhonorowany nagrodą organizacji sieci European Film Promotion na 50. Festiwalu Filmowym w Berlinie. Jako homoseksualny Günther Scheller w melodramacie Miłość w myślach (Was nützt die Liebe in Gedanken, 2004) dostał nagrodę niemieckich krytyków filmowych. Rola Felix w dramacie Nic tylko duchy (Nichts als Gespenster, 2006) przyniosła mu nagrodę Bambi. Jego zagraniczna kariera zaczęła się rolą majora Gestapo Dietera Hellstroma w filmie wojennym Quentina Tarantino Bękarty wojny (2009), za którą wraz z obsadą odebrał Screen Actors Guild za wybitną kreację obsady w filmie kinowym. W amerykańskim dreszczowcu sensacyjnym Phillipa Noyce’a Salt (2010) zagrał męża Angeliny Jolie. W latach 2013–2016 w Burgtheater grał tytułowego duńskiego księcia w szekspirowskim Hamlecie, za którą zdobył austriacką nagrodę teatralną im. Johanna Nepomuka Nestroya. W serialu telewizyjnym Die neue Zeit (Nowy czas, 2019) wcielił się w postać twórcy Bauhausu - Waltera Gropiusa.

## Filmografia
| Rok  | Tytuł                                                             | Rola                      | Reżyser                 |
| ---- | ----------------------------------------------------------------- | ------------------------- | ----------------------- |
| 1998 | 23                                                                | Karl Koch                 | Hans-Christian Schmid   |
| 1999 | Entering Reality (film krótkometrażowy)                           | Leon                      | Marco Kreuzpaintner     |
| 1999 | Oblubienica (Die Braut)                                           | Fritz von Stein           | Egon Günther            |
| 1999 | Poppen (film krótkometrażowy)                                     | Alex                      | Marco Petry             |
| 2000 | Kalt ist der Abendhauch                                           | Hugo Wimmer (młody)       | Rainer Kaufmann         |
| 2000 | Der Atemkünstler                                                  | –                         | scenariusz              |
| 2001 | Trudna miłość (Love the Hard Way)                                 | Jeff                      | Peter Sehr              |
| 2002 | Tatuaż (Tattoo)                                                   | Marc Schrader             | Robert Schwentke        |
| 2002 | Haider lebt - 1. April 2021                                       | A.M. Kaiser               | Peter Kern              |
| 2003 | Polana pośród brzeziny (La petite prairie aux bouleaux)           | Oskar                     | Marceline Loridan Ivens |
| 2003 | Anatomia 2 (Anatomie 2)                                           | Benjamin „Benny” Sachs    | Stefan Ruzowitzky       |
| 2003 | Światła (Lichter)                                                 | Philip                    | Hans-Christian Schmid   |
| 2004 | Miłość w myślach (Was nützt die Liebe in Gedanken)                | Günther Scheller          | Achim von Borries       |
| 2004 | Dziewiąty dzień (Der Neunte Tag)                                  | Untersturmführer Gebhardt | Volker Schlöndorff      |
| 2005 | Niepokorna (Mouth to Mouth)                                       | Tiger                     | Alison Murray           |
| 2005 | Wattläufer (film krótkometrażowy)                                 | Robert                    | Dennis Jacobsen         |
| 2006 | Czeski numer (Slumming)                                           | Sebastian                 | Michael Glawogger       |
| 2006 | Jestem inna, niż myślisz (Ich bin die Andere)                     | Robert Fabry              | Margarethe von Trotta   |
| 2006 | Nichts als Gespenster                                             | Felix                     | Martin Gypkens          |
| 2007 | Fałszerze (Die Fälscher)                                          | Adolf Burger              | Stefan Ruzowitzky       |
| 2007 | Lichtblick (film krótkometrażowy)                                 | sprawca                   | Lars Jandel, Tom Zenker |
| 2007 | Freischwimmer                                                     | Martin Wegner             | Andreas Kleinert        |
| 2008 | Lekcje pana Kuki                                                  | Lothar                    | Dariusz Gajewski        |
| 2008 | Doktor Niemiec (Dr. Alemán)                                       | Marc                      | Tom Schreiber           |
| 2008 | Kobieta w Berlinie (A Woman in Berlin)                            | Gerd                      | Max Färberböck          |
| 2008 | Buddenbrookowie - dzieje upadku rodziny (Die Buddenbrooks)        | Christian Buddenbrook     | Heinrich Breloer        |
| 2009 | Bękarty wojny (Inglourious Basterds)                              | major Dieter Hellstrom    | Quentin Tarantino       |
| 2010 | Salt                                                              | Mike Krause               | Phillip Noyce           |
| 2010 | Die kommenden Tage                                                | Konstantin Richter        | Lars Kraume             |
| 2011 | Jeśli nie my, to kto? (Wer wenn nicht wir)                        | Bernward Vesper           | Andres Veiel            |
| 2012 | Spowiedź dziecięcia wieku (La Confession d’un enfant du siècle)   | Desgenais                 | Sylvie Verheyde         |
| 2012 | Wir wollten aufs Meer                                             | Andreas Hornung           | Toke Constantin Hebbeln |
| 2012 | Przygody Hucka Finna (Die Abenteuer des Huck Finn)                | dorosły Finn              | Hermine Huntgeburth     |
| 2013 | Layla Fourie                                                      | Eugene Pienaar            | Pia Marais              |
| 2013 | Nocny pociąg do Lizbony (Night Train to Lisbon)                   | młody Jorge O'Kelly       | Bille August            |
| 2013 | Mąż (The Husband)                                                 | Karl „Rusty” Rost         | Bruce McDonald          |
| 2013 | Frau Ella                                                         | Klaus                     | Markus Goller           |
| 2015 | Znikający iluzjonista (Dirk Ohm - Illusjonisten som forsvant)     | Dirk Ohm                  | Bobbie Peers            |
| 2015 | W maju niech się dzieje, co chce (En mai, fais ce qu'il te plaît) | Hans                      | Christian Carion        |
| 2016 | Czarny diament (Dark Inclusion)                                   | Gabi Ulmann               | Arthur Harari           |
| 2016 | Sprzymierzeni (Allied)                                            | Hobar                     | Robert Zemeckis         |
| 2017 | Młody Karol Marks (The Young Karl Marx)                           | Karl Marx                 | Raoul Peck              |
| 2017 | Midnight Confession (film krótkometrażowy)                        | Kurt                      | Maxwell McCabe-Lokos    |
| 2018 | Kursk                                                             | Anton Markov              | Thomas Vinterberg       |
| 2018 | Władca Paryża (L’Empereur de Paris)                               | Nathanaël                 | Jean-François Richet    |
| 2018 | W pułapce myśliwego (The Birdcatcher)                             | Herman                    | Ross Clarke             |
| 2018 | Pachnidło (serial telewizyjny) (Parfum)                           | Moritz de Vries           | Philipp Kadelbach       |
| 2019 | Ukryte życie (A Hidden Life)                                      | Franz Jägerstätter        | Terrence Malick         |
| 2019 | Ostatnie wielkie dzieło (The Last Vermeer)                        | Alex De Klerks            | Dan Friedkin            |
| 2021 | King’s Man: Pierwsza misja (The King’s Man)                       |                           | Matthew Vaughn          |
| 2021 | Plan A                                                            | Max                       | Doron Paz, Yoav Paz     |
| 2021 | Monachium (Munich: The Edge of War)                               | Franz Sauer               | Christian Schwochow     |